# Vaux-en-Vermandois
Vaux-en-Vermandois är en kommun i departementet Aisne i regionen Hauts-de-France i norra Frankrike. Kommunen ligger  i kantonen Vermand som ligger i arrondissementet Saint-Quentin. År 2022 hade Vaux-en-Vermandois 142 invånare.

## Befolkningsutveckling
Antalet invånare i kommunen Vaux-en-Vermandois
Referens: INSEE